# Barney Miller
Barney Miller is een Amerikaanse komische politieserie die tussen 1975 en 1982 uitgezonden werd op de Amerikaanse televisiezender ABC. De serie won twee Golden Globes en drie Emmy Awards.

## Verhaal
De televisieserie speelt zich voornamelijk af in de burelen van een fictief politiebureau in Greenwich Village in Manhattan, New York.

## Rolverdeling
| Acteur           | Personage              | Opmerkingen |
| ---------------- | ---------------------- | ----------- |
| Hal Linden       | Captain Barney Miller  | seizoen 1-8 |
| Abe Vigoda       | Det. Phil Fish         | seizoen 1-4 |
| Max Gail         | Det. Stan Wojciehowicz | seizoen 1-8 |
| Ron Glass        | Det. Ron Harris        | seizoen 1-8 |
| Jack Soo         | Det. Nick Yemana       | seizoen 1-5 |
| Gregory Sierra   | Det. Chano Amenguale   | seizoen 1-2 |
| Steve Landesberg | Det. Arthur Dietrich   | seizoen 3-8 |
| Ron Carey        | Officer Carl Levitt    | seizoen 3-8 |
| James Gregory    | Inspector Frank Luger  | seizoen 1-8 |